# Acherontia lachesis
Espèce
Acherontia lachesis est une espèce de lépidoptère de la famille des Sphingidae, sous-famille des Sphinginae, tribu des Acherontiini et du genre Acherontia. Le genre a été popularisé par le nom vernaculaire de sphinx tête de mort, attribué aussi à l'espèce Acherontia atropos (d'Afrique et migratrice en Europe).

## Description
Les papillons ont une envergure de 100 à 132 mm et sont grands et robustes. Comme pour les autres espèces du genre Acherontia les ailes avant sont tachetées noir, les ailes postérieures sont de couleur jaune et noir, les deux barres noires typiques du genre sont très prononcées et délavées. Au sommet du thorax on retrouve le motif typique en forme de crâne. 

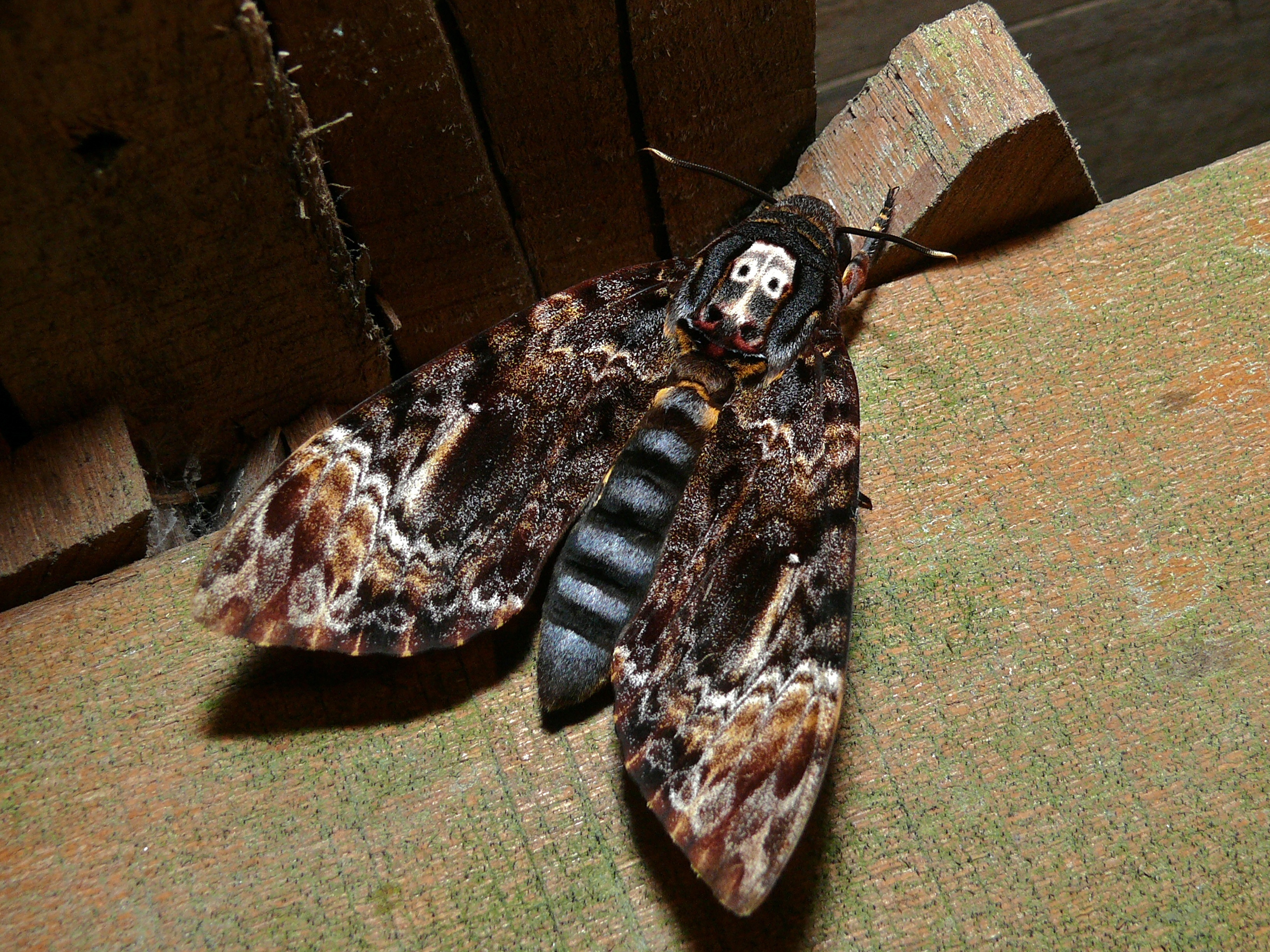
Imago (Parc national du Kinabalu, Malaisie)
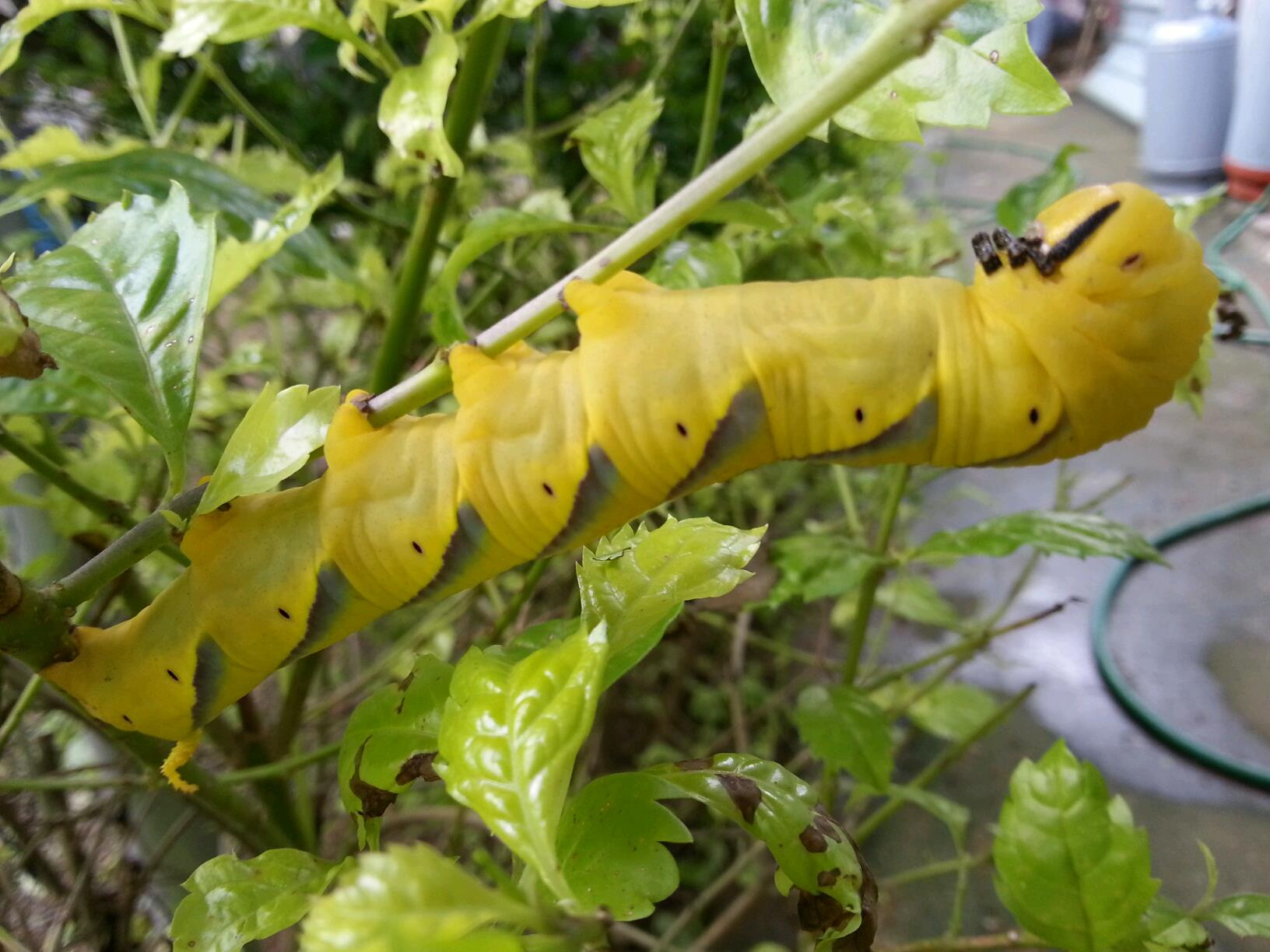
La chenille
La chenille

## Répartition et habitat
Répartition
Originaire de Chine, de Russie, de Taïwan, du Japon et de tout le sud-est asiatique du Pakistan aux Philippines.

## Systématique
L'espèce Acherontia lachesis a été décrite par l’entomologiste danois Johan Christian Fabricius en 1798, sous le nom initial de Sphinx lachesis.

### Synonymie
- Sphinx lachesis Fabricius, 1798
- Acherontia morta Hübner, 1819[2]
- Spectrum charon Billberg, 1820
- Acherontia satanas Boisduval, 1836[3]
- Acherontia lethe Westwood, 1847[4]
- Acherontia circe Moore, 1858
- Manduca lachesis atra Huwe, 1895
- Acherontia sojejimae Matsumura, 1908
- Acherontia lachesis radiata Niepelt, 1931
- Acherontia lachesis submarginalis Dupont, 1941
- Acherontia lachesis pallida Dupont, 1941
- Acherontia lachesis fuscapex Bryk, 1944